# Apaloderma aequatoriale
Apaloderma aequatoriale là một loài chim trong họ Trogonidae.